# Strangalepta abbreviata
Strangalepta abbreviata är en skalbaggsart som först beskrevs av Ernst Friedrich Germar 1824.  Strangalepta abbreviata ingår i släktet Strangalepta och familjen långhorningar. Inga underarter finns listade i Catalogue of Life.

## Bildgalleri

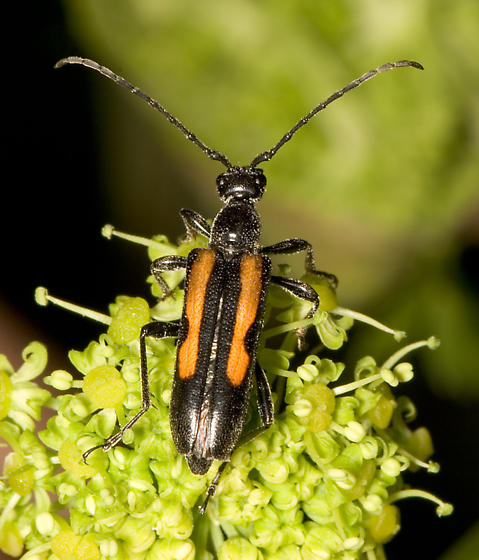
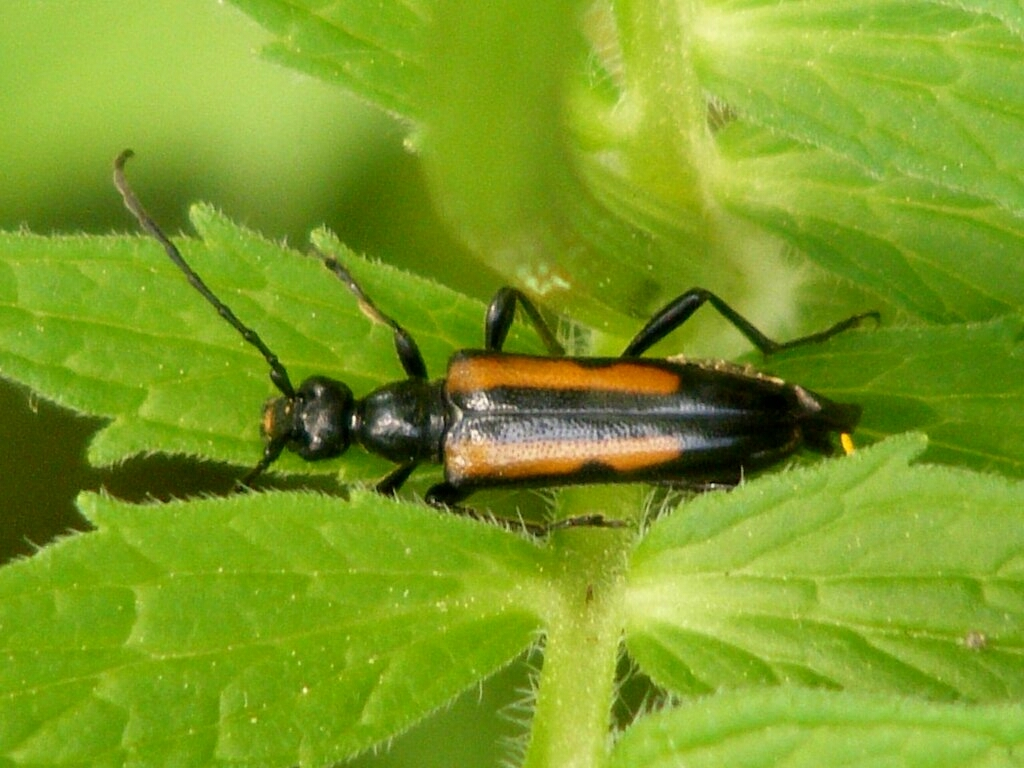
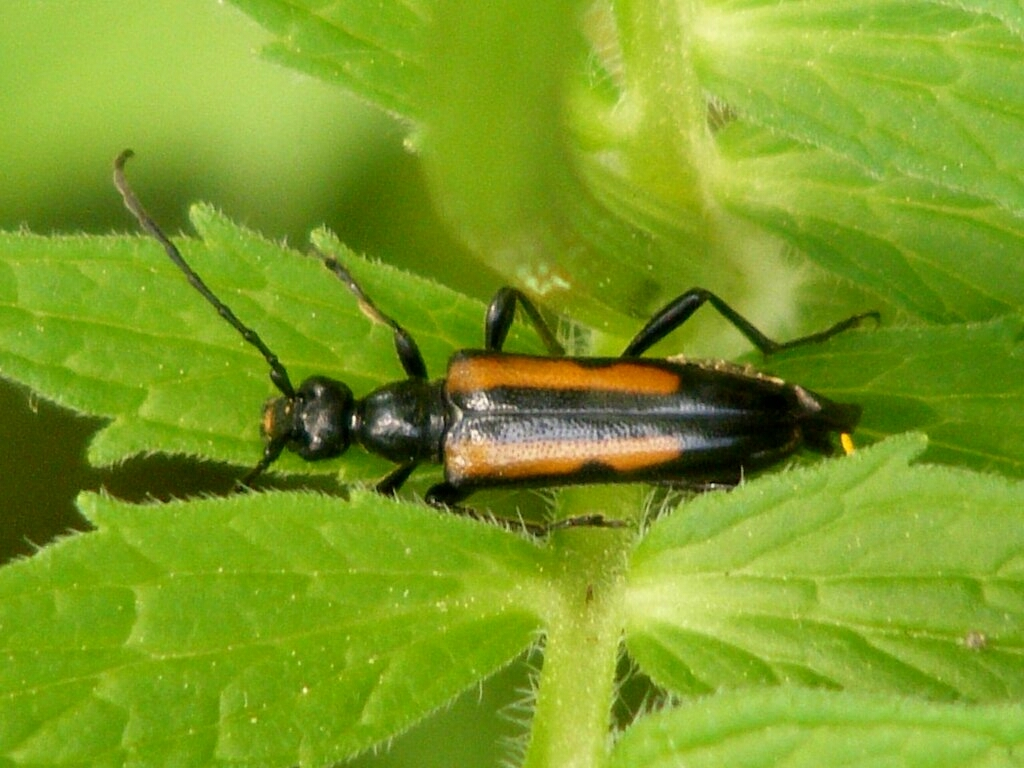